# Siega Verde
Siega Verde je arheološko najdišče v Serranillu, Provinca Salamanca, Španija. Najdišče je bilo leta 2010 vpisano na Unescov seznam svetovne dediščine.
Na najdišču so številne skalne gravure, ki jih je leta 1988 odkril profesor Manuel Santoja med raziskavami arheološkega najdišča v dolini reke Águeda. Na gravurah so najpogosteje upodobljeni konji,  zobri, jeleni in koze. Manj pogosti so bizoni, severni jeleni in volnati nosorogi, ki takrat še niso izumrli.
Gravure se pripisujejo gravetski kulturi gornjega paleolitika pred približno 20.000 leti. Pogoste so tudi mnogo kasnejše gravure ljudi, datirane v magdalensko kulturo pred okoli 9.000 leti. Na najdišču je 91 gravur na približno enem kilometru skalnih sten.

## Vira
- Alcolea, J. J., Balbin, R. de. (2006). Arte Paleolítico al aire libre. El yacimiento rupestre de Siega Verde, Salamanca. Arqueología en Castilla y León. Memorias 16. Junta de Castilla y León.
- Vasquez Marcos, C., Angulo Cuesta, J. (2019). Conoce Siega Verde. Arte Paleolítico al aire libre. Centro de Estudios Mirobrigense y Ayuntamiento de Ciudad Rodrigo.Trabajos de investigación 12.